# Iker Muniain
Iker Muniain Goñi [iker muniaiŋ ɡoɲi] (Pamplona, Spanyolország, 1992. december 19. –) baszk származású spanyol válogatott labdarúgó, az Athletic Bilbao játékosa.
Játékstílusa és termete miatt becézték a baszk Messinek is. Pályafutása eddigi részét teljes egészében az Athletic Bilbao csapatánál töltötte. 2009-ben mint az addigi legfiatalabb pályára lépő debütált a baszkok felnőtt csapatában, azóta több mint 250 tétmérkőzésen lépett pályára a klub színeiben. 2012-ben a spanyol kupában és az Európa-ligában is döntőbe jutott csapatával.
A spanyol utánpótlás-válogatottakban 59 alkalommal lépett pályára, 2011-ben és a 2013-ban is U21-es Európa-bajnokságot nyert. 2024-ben szerződése lejártával bejelentette, hogy elhagyja a klubot.

## Pályafutása

### Klub
Iker Muniain Pamplonában született, majd az Athletic Bilbao híres utánpótlás akadémiáján nevelkedett. 2009. július 30-án egy Európa-liga selejtező mérkőzésen lépett pályára először a felnőttek között, Gaizka Toquero helyére állt be az 59. percben a svájci Young Boys ellen (0-1), ezzel 16 éves, 7 hónapos és 11 napos korával ő lett a baszk klub legfiatalabb debütánsa. Egy hét múlva, a visszavágón első gólját is megszerezte, ezzel a klub legfiatalabb gólszerzőjének rekordját is ő tartja.(16 év, 7 hónap és 18 nap)
2009. augusztus 30-án újabb rekordot állított fel, miután pályára lépett a La Ligában is, így ő a spanyol élvonalban legfiatalabban debütáló játékos. Első bajnoki gólját ez év október 4-én szerezte, természetesen ezt a rekordot is ő tartja, mint a bajnokság legfiatalabb gólszerzője.
December 1-én aláírta első profi szerződését, 2015 nyaráig hosszabbítva a Bilbaoval. Első szezonjában minden sorozatot figyelembe véve 35 mérkőzésen lépett pályára, és hat gólt szerzett.
A 2010-2011-es idényben már vitathatatlanul a kezdőcsapat stabil tagjának számított, Joaquín Caparrós gyakran a középpálya jobb szélén számított a játékára. A szezon tavaszi részében mind ő, mind pedig csapata is szárnyalt, Iker gólt szerzett az Osasuna és a Real Sociedad elleni baszk rangadókon, a Bilbao pedig mindkét mérkőzést megnyerte. A következő szezonban bejutottak a Copa del Rey és az Európa-liga döntőjébe is, azonban mindkét döntőt el bukták a Barcelona és a Sevilla ellenében. 58 tétmérkőzésen kilenc alkalommal volt eredményes.
2013. december 1-én ő szerezte a Barcelona elleni bajnoki egyetlen gólját a San Mamésben, ez volt a katalánok első veresége abban a szezonban.

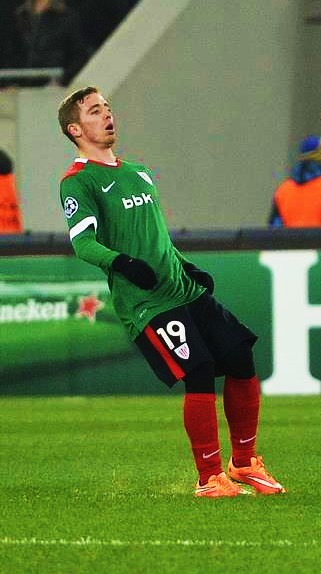
Muniain a Sahtar Donyeck elleni Európa-liga mérkőzésen 2014-ben

2015. április 4-én elszenvedte első súlyosabb sérülését is, mikor a Sevilla elleni mérkőzésen elszakadt az elülső keresztszalagja a bal térdében. December 20-án tért vissza, és mindjárt gólpasszt adott Iñaki Williamsnek a Levante ellen(2-0).

### Válogatott

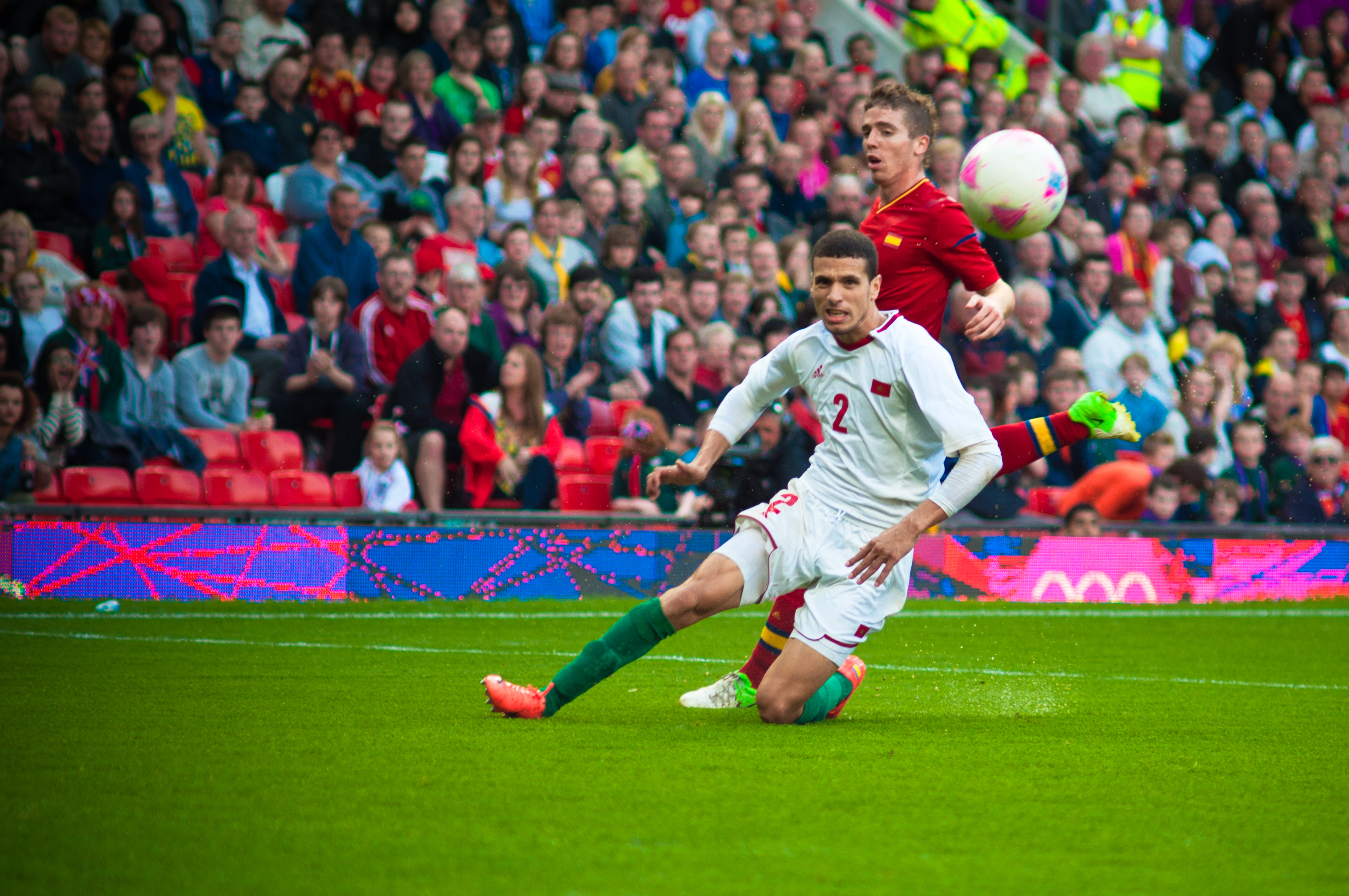
Muniain (hátul) Abdelatif Noussir-al harcol a labdáért a londoni olimpián.

2011. február 8-án, mindössze 18 évesen debütált a spanyol U21-es válogatottban, Adrián López cseréjeként egy Dánia elleni barátságos mérkőzésen. Ezek után meghatározó játékosa lett a korosztályos válogatottnak, részt vett a 2011-es és a 2013-as U21-es Európa-bajnokságon, és mindkettőről aranyéremmel térhetett haza. Két mérkőzésen pályára lépett a 2012-es londoni olimpián is.
2012. február 24-én meghívót kapott a felnőttek közé, majd öt nap múlva a Venezuela elleni barátságos mérkőzésen be is mutatkozhatott, Cesc Fàbregast váltotta a 74. percben.

## Statisztika

### Klub
(2021. január 17-ig)
| Klub            | Szezon         | Bajnokság     | Bajnokság | Kupa          | Kupa  | Nemzetközi    | Nemzetközi | Egyéb         | Egyéb | Összesen      | Összesen |
| Klub            | Szezon         | Pályára lépés | Gólok     | Pályára lépés | Gólok | Pályára lépés | Gólok      | Pályára lépés | Gólok | Pályára lépés | Gólok    |
| --------------- | -------------- | ------------- | --------- | ------------- | ----- | ------------- | ---------- | ------------- | ----- | ------------- | -------- |
| Bilbao Athletic | 2008–09        | 13            | 1         | –             | –     | –             | –          | –             | –     | 13            | 1        |
| Bilbao Athletic | 2009–10        | 6             | 2         | –             | –     | –             | –          | –             | –     | 6             | 2        |
| Bilbao Athletic | Összesen       | 19            | 3         | –             | –     | –             | –          | –             | –     | 19            | 3        |
| Athletic Bilbao | 2009–10        | 26            | 4         | 0             | 0     | 9             | 2          | 0             | 0     | 35            | 6        |
| Athletic Bilbao | 2010–11        | 35            | 5         | 3             | 0     | –             | –          | –             | –     | 38            | 5        |
| Athletic Bilbao | 2011–12        | 33            | 2         | 9             | 2     | 16            | 5          | –             | –     | 58            | 9        |
| Athletic Bilbao | 2012–13        | 33            | 1         | 2             | 0     | 8             | 1          | –             | –     | 43            | 2        |
| Athletic Bilbao | 2013–14        | 35            | 7         | 4             | 2     | –             | –          | –             | –     | 39            | 9        |
| Athletic Bilbao | 2014–15        | 25            | 1         | 7             | 0     | 9             | 1          | –             | –     | 41            | 2        |
| Athletic Bilbao | 2015–16        | 20            | 2         | 3             | 0     | 5             | 0          | –             | –     | 28            | 2        |
| Athletic Bilbao | 2016–17        | 35            | 7         | 3             | 0     | 8             | 0          | –             | –     | 46            | 7        |
| Athletic Bilbao | 2017–18        | 14            | 4         | 0             | 0     | 6             | 1          | –             | –     | 20            | 5        |
| Athletic Bilbao | 2018–19        | 34            | 7         | 3             | 0     | –             | –          | –             | –     | 37            | 7        |
| Athletic Bilbao | 2019–20        | 31            | 5         | 6             | 1     | –             | –          | –             | –     | 37            | 6        |
| Athletic Bilbao | 2020–21        | 18            | 4         | 0             | 0     | –             | –          | 2             | 0     | 20            | 4        |
| Athletic Bilbao | Összesen       | 339           | 49        | 40            | 5     | 61            | 10         | 2             | 0     | 442           | 64       |
| Karrier összes  | Karrier összes | 359           | 52        | 40            | 5     | 61            | 10         | 0             | 0     | 461           | 67       |

### Válogatott
(2019. március 26-ig)
| Nemzeti csapat | Szezon   | Pályára lépés | Gólok |
| -------------- | -------- | ------------- | ----- |
| Spanyolország  | 2012     | 1             | 0     |
| Spanyolország  | 2019     | 1             | 0     |
| Összesen       | Összesen | 2             | 0     |

## Sikerei, díjai

### Klub
- Athletic Bilbao
  - Copa del Rey: 2023–24
  - Spanyol szuperkupa: 2020–21

### Válogatott
- Spanyolország U21
  - U21-es Európa-bajnok: 2011, 2013

- Spanyolország U19
  - U19-es Európa-bajnokság: Döntős, 2010

- Spanyolország U17
  - U17-es világbajnokság: 3. hely, 2009

### Egyéni
- Az év fiatal labdarúgója: 2010–11